# Distrito electoral de North Pine (condado de Brown, Nebraska)
North Pine (en inglés: North Pine Precinct) es un distrito electoral ubicado en el condado de Brown en el estado estadounidense de Nebraska. En el Censo de 2010 tenía una población de 382 habitantes y una densidad poblacional de 1,54 personas por km².

## Geografía
North Pine se encuentra ubicado en las coordenadas 42°37′49″N 99°44′36″O / 42.63028, -99.74333. Según la Oficina del Censo de los Estados Unidos, North Pine tiene una superficie total de 248.09 km², de la cual 247.99 km² corresponden a tierra firme y (0.04%) 0.1 km² es agua.

## Demografía
Según el censo de 2010, había 382 personas residiendo en North Pine. La densidad de población era de 1,54 hab./km². De los 382 habitantes, North Pine estaba compuesto por el 98.69% blancos, el 0% eran afroamericanos, el 0.26% eran amerindios, el 0.26% eran asiáticos, el 0% eran isleños del Pacífico, el 0% eran de otras razas y el 0.79% pertenecían a dos o más razas. Del total de la población el 0% eran hispanos o latinos de cualquier raza.